# King of the Road
King of the Road är en sång skriven och inspelad av Roger Miller. Den skildrar en fattig luffares tillvaro.

## Andra inspelningar
Sången har även spelats in av bland andra Boney M. och R.E.M.. 1965 spelade Jody Miller in en svarsversion vid namn "Queen of the House", med ny text av Mary Taylor, omskriven så att den handlade om hemmafruar. Connie Francis spelade in den 1966 på albumet Live at the Sahara.

## Svenska inspelningar
Per Myrberg gjorde låten 1965 med titeln "Alltid på väg" i översättning av Lennart Hellsing.

## Listplaceringar
| Lista (1965)   | Topplacering          |
| -------------- | --------------------- |
| Finland        | 14                    |
| Frankrike      | 41                    |
| Irland         | 5                     |
| Nederländerna  | 5                     |
| Norge          | 1                     |
| Storbritannien | 1                     |
| Sverige        | 6 (Kvällstoppen)      |
| Sverige        | 6 (Tio i topp)        |
| USA            | 4 (Billboard Hot 100) |
| Västtyskland   | 26                    |

### Fotnoter
1. ↑  ”Digital Tradition Mirror, "Queen of the House"”. Sniff.numachi.com. http://sniff.numachi.com/pages/tiQUENHOUS.html. Läst 17 oktober 2014.
2. ↑  ”Listplacering”. http://suomenlistalevyt.blogspot.com/2015/08/mil-moj.html. Läst 24 mars 2021.
3. ↑  ”Listplacering”. http://www.infodisc.fr/Tubes_Artistes_M.php. Läst 24 mars 2021.
4. ↑  ”Listplacering”. http://irishcharts.ie/search/placement?page=1&search_type=title&placement=King+Of+The+Road. Läst 24 mars 2021.
5. ↑  ”King of the Road”. Dutchcharts. 10 mars 1965. http://dutchcharts.nl/showitem.asp?interpret=Roger+Miller&titel=King+Of+The+Road&cat=s. Läst 17 oktober 2014.
6. ↑  ”King of the Road”. Norwegiancharts. 10 mars 1965. http://norwegiancharts.com/showitem.asp?interpret=Roger+Miller&titel=King+Of+The+Road&cat=s. Läst 17 oktober 2014.
7. ↑  ”Roger Miller Chart History” (på engelska). The Official UK Charts Company. https://www.officialcharts.com/artist/11668/roger-miller/. Läst 24 mars 2021.
8. ↑  Hallberg, Eric (1993). Kvällstoppen i P3 (1:a uppl.). ISBN 91-630-2140-4
9. ↑  Hallberg, Eric (1998). Tio i topp - med de utslagna på försök 1961-74 (1:a uppl.). ISBN 91-972712-5-X
10. ↑  ”Billboard, Listplacering”. https://www.billboard.com/music/roger-miller/chart-history. Läst 24 mars 2021.
11. ↑  ”Charts-Surfer”. http://www.charts-surfer.de/. Läst 24 mars 2021.